# Tony Bulandra
Tony Bulandra (ur. 13 marca 1881 w Târgoviște, zm. 5 kwietnia 1943 w Bukareszcie) – rumuński aktor i reżyser.

## Życiorys
Od 1909 występował w zespole teatralnym Alexandru Davili, a 1914-1941 wraz z żoną L. Sturdzą-Bulandrą prowadził własny teatr, w którym grał i reżyserował. Odgrywał role dramatyczne (Otello Szekspira, Helmer - Nora Ibsena) i komediowe (Higgins - Pigmalion Shawa). Wystawiał dramaty Szekspira, Schillera i Shawa.